# Институт буддийской культуры
Институт буддийской культуры (ИНБУК) был создан как скоординированный проект, предложенный академиком Ф. И. Щербатским совместно с академиком С. Ф. Ольденбургом и М. И. Тубянским в 1927 году. «4 апреля 1928 года на VII заседании Отделения гуманитарных наук Академии наук СССР Ф. И. Щербатской доложил об утверждении Советом Народных Комиссаров в составе Академических учреждений Института по Изучению Буддийской Культуры (Постановление СНК СССР от 13 марта 1928 года „О составе научных учреждений Академии Наук СССР“) и о желательности принять меры к началу организационных работ Института. При обсуждении доклада было положено просить Ф. И. Щербатского взять на себя временно исполнение обязанностей Директора Института».
За время своей деятельности ИНБУК организовал ряд научных экспедиций.
В 1930 году ИНБУК структурно был включён в состав Института востоковедения АН СССР.